# Образец 47
«Образе́ц 47» (англ. Item 47) — американский короткометражный фильм 2012 года, выпущенный без проката в кино, с участием организации «Щ.И.Т.» в медиафраншизе «Кинематографическая вселенная Marvel» (КВМ), созданный компанией Marvel Studios и распространяемый Walt Disney Studios Home Entertainment в выпуске для домашних СМИ фильма «Мстители» (2012). Данный фильм является спин-оффом фильма «Мстители», а также третьим короткометражным фильмом Marvel One-Shot, действие которого происходит в КВМ и который имеет преемственность с фильмами франшизы. Режиссёром фильма выступил Луис Д’Эспозито по сценарию Эрика Пирсона. В ролях выступили Лиззи Каплан, Джесси Брэдфорд, Максимилиано Эрнандес и Титус Велливер, причём Эрнандес повторяет свою роль из сериала. В фильме, двое гражданских лиц находят оружие армии Читаури и используют его для совершения преступлений.
Короткометражный фильм помог ABC заказать телесериал «Агенты „Щ.И.Т.“», который начал трансляцию в сентябре 2013 года.

## Сюжет
Неудачливая пара — Бенни и Клэр, случайно находят выброшенное оружие армии Читаури («Образец 47»), оставшееся после битвы за Нью-Йорк. Пара использует его для ограбления нескольких банков, привлекая внимание спецназа, который поручает агентам организации «Щ.И.Т.» Джасперу Ситуэллу и Феликсу Блейку вернуть оружие и «нейтрализовать» пару.
Агент Ситуэлл выслеживает пару, и в результате стычки, мотель оказывается разрушенным, а украденные деньги уничтожаются. Вместо того, чтобы убить пару, Ситуэлл предлагает им присоединиться к организации «Щ.И.Т.». Бенни назначается в научно-исследовательский «мозговой центр» для реинжиниринга технологии Читаури, а Клэр становится ассистентом Блейка.

## Актёрский состав
- Лиззи Каплан — Клэр Уайз[2].
- Джесси Брэдфорд — Бенни Поллак[2].
- Максимилиано Эрнандес — Джаспер Ситуэлл[2]:
Агент организации «Щ.И.Т.», оказавшийся в дальнейшем участником преступной организации «Гидра», внедрённой в «Щ.И.Т.».
- Титус Велливер — Феликс Блейк[2].

## Производство
Режиссёром фильма выступил сопрезидент компании Marvel Studios Луи Д’Эспозито, сценарий к фильму написал Эрик Пирсон, а музыку Кристофер Леннерц. Фильм снимался в течение четырёх дней, и имеет продолжительность в 12 минут, что больше, чем у предыдущих фильмов, продолжительность которых не превышала 4 минут. Пирсон и Д’Эспозито придумали короткометражный фильм после просмотра фильма «Мстители» и подумали: «Нью-Йорк — это бардак. Везде должно быть оружие». Ранняя идея Пирсона и исполнительного продюсера Брэда Уиндербаума для третьего фильма Marvel One-Shot включала в себя похороны агента Фила Колсона после его гибели в фильме «Мстители», но в конце концов они решили больше не «полагаться» на Колсона после того, как два предыдущих фильма компании One-Shots были сосредоточены на нём.

## Выход
Фильм «Образец 47» был выпущен на Blu-ray фильма «Мстители» 25 сентября 2012 года. Он включён в бонус-диск бокс-сета Второй фазы КВМ, который включает в себя все фильмы Второй фазы КВМ, а также другие серии One-Shots Marvel. Сборник включает в себя аудиокомментарии Д’Эспозито, Эрнандеса, Велливера и Брэдфорда и был выпущен 8 декабря 2015 года. Короткометражный фильм стал доступен на стриминговом сервисе Disney+ 21 января 2022 года вместе с другими фильмами One-Shots и серией псевдодокументальных короткометражных фильмов «Команда Тора».

## Реакция
Андре Делламорт из Collider назвал фильм «глупым». Уильям Биббиани из Crave Online заявил: «Короткометражка в значительной степени удалась: Эрнандес, Брэдфорд и Каплан все в прекрасной форме, хотя Велливер, кажется, обременён немного неуклюжим диалогом, особенно в отношении Колсона, который не совсем удался». Спенсер Терри из Superhero Hype! сказал: «[Образец 47] определённо лучший из тех, что они сделали, и я думаю, что это можно объяснить его длиной, поскольку он в три раза длиннее, чем другие фильмы One-Shots. При большем хронометраже, короткометражный фильм не должен торопиться показывать нам всё, что он хочет — мы получаем чёткое понимание как точки зрения организации „Щ.И.Т.“ на события, так и точки зрения грабителей».

## Сериал
Генеральный директор Disney Боб Айгер дал зелёный свет телесериалу по мотивам организации «Щ.И.Т.» на канале ABC после просмотра фильма «Образец 47». Сериал «Агенты „Щ.И.Т.“» от Marvel был официально выпущен в мае 2013 года. Велливер, представленный в One-Shot, повторяет свою роль в сериале в качестве приглашённой звезды.

## Комментарии
1. ↑  События фильма «Мстители» (2012).